# Lisberg (gmina)
Lisberg – gmina w Niemczech, w kraju związkowym Bawaria, w rejencji Górna Frankonia, w regionie Oberfranken-West, w powiecie Bamberg, siedziba wspólnoty administracyjnej Lisberg. Leży w Steigerwaldzie, około 12 km na zachód od Bamberga, nad rzeką Aurach.

## Podział administracyjny
Części gminy:
- Lisberg
- Trabelsdorf
- Triefenbach
- Neumühle

## Współpraca
Miejscowość partnerska:
- Lißberg – dzielnica Ortenberga, Hesja